# Christian Dahlenkamp
Carl Ludwig Christian Dahlenkamp (* 16. September 1777 in Hagen; † 28. November 1835 ebenda) war ein deutscher Kaufmann und Politiker.

## Leben
Dahlenkamp, der evangelischer Konfession war, war Kaufmann (Eisenwarenkommissionär) in Hagen. In der Franzosenzeit wurde er 1809 Maire von Hagen. 
Seine Eltern waren der lutherische Hagener Prediger und Schulinspektor Johann Friedrich Dahlenkamp (1740–1817) und Maria Catharina Dahlenkamp geb. Moll (1740–1811). Er heiratete Henriette Wilhelmine Louise Harkort (1782–1868), Tochter des Unternehmers Johann Caspar Harkort IV. (1753–1818). Das Ehepaar bekam die Kinder Maria Luisa (1818–1903), Friedrich Christian (1820–1848, Tod durch Selbstmord) und Henriette Helena (1821–1865).
Am 10. März 1806, als das Gerücht kursierte, Friedrich Wilhelm III. von Preußen würde die rheinisch-westfälischen Provinzen kampflos an Napoleon abtreten, haben Christian Dahlenkamp, Johann Caspar Harkort u. a. als Deputierte des märkischen Kreises Wetter den Elseyer Stiftsprediger Johann Friedrich Möller um Aufstellung eines Bittschreibens gebeten, das den König bewegen sollte, die Grafschaft Mark nicht preiszugeben. Da das erste Schreiben ohne Antwort blieb, entschloss man sich am 18. Mai, einen zweiten Brief zu verfassen. In seinem Antwortschreiben vom 1. Juli 1806, das von den Menschen in der gesamten Region enthusiastisch gefeiert wurde, versicherte der preußische Monarch der Bevölkerung in der Grafschaft Mark schließlich seine Treue und trat mit herzlichen Worten an seine Untertanen den umlaufenden Gerüchten über eine beabsichtigte Abtretung der Westprovinzen an Frankreich entgegen. Allerdings haben sich schon kurze Zeit später die Versicherungen des Monarchen als überholt erwiesen. Die preußischen Truppen waren von Frankreich entscheidend geschlagen worden, und Preußen musste daraufhin im Frieden von Tilsit am 9. Juli 1807 die preußischen Westprovinzen an Frankreich abtreten.
Am 1. September 1808 war Christian Dahlenkamp mit weiteren 25 Hagener Bürgern Mitbegründer der „Gesellschaft Concordia“. Deren erstes Gesellschaftshaus sich in Hagen nur zwei Häuser entfernt vom Wohnhaus Dahlenkamps befand (heute Nähe Einmündung Mittelstraße).

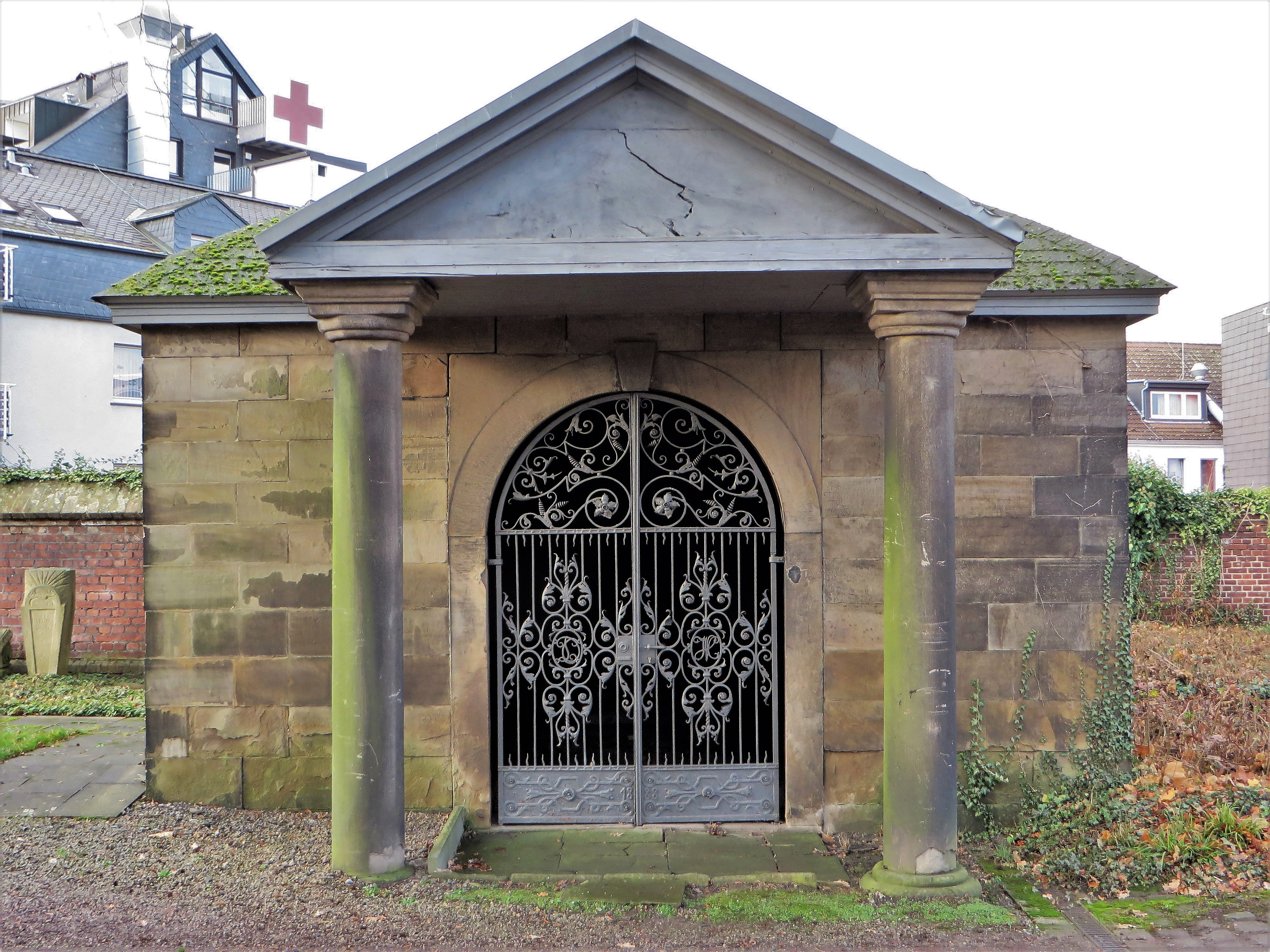
Mausoleum Familie Dahlenkamp

Im Jahre 1809 wurde Christian Dahlenkamp Bürgermeister der Stadt Hagen. In seinen „Polizeiberichten“, die Dahlenkamp regelmäßig für den Unterpräfekten anfertigte, stellte er wiederholt fest, dass Hagen die wohl am stärksten „belästigte“ Stadt des Großherzogtums sei. Über die fünf größeren Straßen, die durch das Stadtgebiet führten, kamen damals täglich Hunderte von Durchreisende,  zahlreiche Gütertransporte sowie unzählige Truppenverbände und Soldaten: Sie alle mussten in Hagen versorgt und zum Teil auch einquartiert werden. Dahlenkamp verwies zum Beispiel im Oktober 1809 auf die hohen Kosten und den erheblichen Verwaltungsaufwand, der für die Stadt besonders wegen der häufigen Einquartierungen von Truppen und Soldaten sowie zivilen Durchreisenden entstand. Durch den Niedergang der „Eisenfabriken“, so führte Dahlenkamp im Sommer 1809 aus, habe die Arbeitslosigkeit unter den Einwohnern der Stadt stark zugenommen, so dass „Unruhe“ und „Verarmung“ in der Bevölkerung stetig anstiegen. Dahlenkamp sah darin durchaus ein Vorzeichen für die weitere Verschärfung der wirtschaftlichen und sozialen Lage der Bevölkerung in den folgenden Jahren.
Als Stadtoberhaupt von Hagen zeichnete Dahlenkamp auch eigenhändig Verwaltungskarten, wie 1810 einen Ortsplan von der „Mairie und Municipalität Hagen“ oder 1818 einer Karte der „Schuldistrikte von Haspe und Tücking“. Nach dem Abzug der Franzosen 1813 blieb Dahlenkamp als Bürgermeister bis 1821 Stadtoberhaupt. 1822 war er Mitglied der Vertrauensmännerkommission in Berlin. 1826 war er Teilnehmer am ersten Provinziallandtag der Provinz Westfalen. Er wurde für die Kurie der Städte im Wahlbezirk Mark für die Stadt Hagen gewählt. 
Nach seinem Tode wurde er auf dem von ihm im Jahre 1810 angelegten ersten neuzeitlichen Bestattungsplatz in Hagen, heute Buschey-Friedhof, beigesetzt. Seit 1911 erinnert dort in einem von seiner Familie neu erbauten Mausoleum eine Gedenktafel an ihn.
Nach ihm ist die Dahlenkampstraße in der Hagener Fußgängerzone benannt.